# Gubal

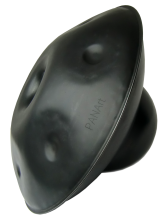
Gubal

Le Gubal est un instrument de musique développé par la société suisse PANArt Hangbau SA. C'est un vase fait en Pang, matériau breveté par PANArt. Le Pang est une feuille d'acier en tôle emboutie imprégnée par des aiguilles de nitrure de fer. Le Pang a été développé par PANArt pour la construction de steelpans au milieu des années 1990. En examinant les caractéristiques de leur nouveau matériau, les accordeurs de PANArt Sabina Schärer et Felix Rohner ont créé un certain nombre d'instruments en Pang. Le Hang fut introduit en 2001. Le Gubal fut le premier instrument en Pang à être développé après le Hang. Il fut introduit en été 2013 à l'occasion du 20e anniversaire de PANArt. Le nom Gubal est une marque déposée pour instruments de musique par PANArt Hangbau SA.
Le Gubal a quelques similitudes avec le Hang mais aussi quelques différences importantes, d'où le besoin de ses développeurs de lui donner un nouveau nom. 

## Caractéristiques
Comme le Hang, il est joué avec les mains et combine les sons d'un anneau de sept champs de tonalité sur la partie supérieure de l'instrument avec le son de l'air dans la cuve : la résonance de Helmholtz.
Contrairement au Hang, le Gu, une ouverture de résonance ronde avec col incurvé vers l'intérieur, est placé au centre de la partie supérieure de l'instrument. Il est entouré par une zone élastique, le Ringding. Ici, le joueur peut stimuler la résonance de Helmholtz plus fortement qu'avec le Hang et donc générer un son de basse plus fort. En raison d'une extension hémisphérique sur le côté inférieur de l'instrument, appelé Gugel, la résonance est de 78 hertz (Eb2). En insérant une main dans l'ouverture, le joueur peut abaisser cette fréquence et est capable de jouer différents tons graves,. 
Le Ringding est accordé à quatre tons partiels: Eb3, Bb3, Eb4 et G5. De cette façon, il a une double fonction: il est une source sonore lui-même ainsi que le lieu d'excitation des sons graves de la résonance de Helmholtz.
Le Ringding est entouré d'un anneau de sept champs de tonalité créés au marteau, et accordé aux notes : Bb3, C4, Db4, Eb4, F4, G4 et Bb4.

## Le Gubal comme partie de l'ensemble Pang
Alors que Felix Rohner et Sabina Schärer entendaient le Hang comme un instrument pour usage personnel, joué par un seul joueur, ils ont souligné le potentiel du Gubal à être entouré par d'autres instruments. Cependant, comme la plupart des instruments ont un volume potentiellement beaucoup plus élevé que le Gubal, ils ont dû faire face à la situation où les autres instruments noyaient le son du Gubal. Par conséquent, ils ont commencé à développer d'autres instruments en Pang, optimisés en tant que partenaires pour le Gubal. En automne 2015 le Hang Gudu a été introduit, et en 2016 trois instruments à cordes Pang, puis le Hang Urgu. Ainsi, l'ensemble Pang fut établi. Sur son site internet PANArt décrit l'objet de ses travaux en cours comme suit:
« L'appel du fer a conduit PANArt dans la direction d'un jeu collectif, hors du relaxant cocon sphérique du caractère individuel du Hang, et vers les exaltantes impulsions de la musique de l'ensemble. Avec les instruments à cordes, un nouveau champ de communication musicale s'est ouvert. »